# Fridolf Lundsten
Fridolf Vilhelm Lundsten (Pohja, 26 luglio 1884 – Helsinki, 5 gennaio 1947) è stato un lottatore finlandese, specializzato nella lotta greco-romana e libera.

## Biografia
Rappresentò la Finlandia ai Giochi olimpici estivi di Stoccolma 1912, dove nel torneo dei pesi medi di lotta greco-romana, sconfisse lo svedese Viktor Melin al primo turno, il britannico Edgar Bacon al secondo turno, e lo svedese Mauritz Andersson al terzo turno, e venne eliminato a seguito delle sconfitte al quarto e quinto turno rispettivamente contro lo svedese Claes Johanson e l'olandese Jan Sint.
Partecipò al torneo dei pesi welter di lotta libera ai Giochi olimpici di Parigi 1924, dove venne eliminato ai sedicesimi dal britannico James Davis.

## Palmarès
| Anno | Manifestazione  | Sede      | Evento         | Risultato | Note |
| ---- | --------------- | --------- | -------------- | --------- | ---- |
| 1912 | Giochi olimpici | Stoccolma | GR Pesi medi   | 5º turno  |      |
| 1924 | Giochi olimpici | Parigi    | LL Pesi welter | 12º       |      |